# Warren Kamanzi
Warren Håkon Christofer Kamanzi (11 novembre 2000) è un calciatore norvegese, difensore del Tolosa.

## Biografia
Kamanzi è nato in Norvegia da genitori originari del Ruanda.

## Caratteristiche tecniche
È un terzino destro, di attitudine offensiva. All'occorrenza, può essere impiegato anche sulla fascia sinistra.

## Carriera

### Club
A livello giovanile, Kamanzi ha giocato per il Freidig, per lo Strindheim e per il Rosenborg. Proprio con il Rosenborg ha raggiunto la finale del Norgesmesterskapet G19 2018, persa contro il Sogndal. È stato aggregato in prima squadra in vista della stagione 2019, senza disputare però alcuna partita.
Il 3 agosto 2020 ha firmato un contratto professionistico con il Rosenborg, valido fino al 31 dicembre 2021. Il 27 agosto successivo ha esordito con questa maglia, in occasione dei turni preliminari dell'Europa League: ha sostituito Vegar Eggen Hedenstad nella vittoria per 4-2 arrivata sul Breiðablik.
Il 14 gennaio 2021 è passato al Ranheim con la formula del prestito. Ha debuttato con la nuova squadra il 2 giugno, subentrando a Simon Marklund nel pareggio casalingo contro lo Start; mentre il 28 agosto ha realizzato la prima rete, contribuendo al successo per 1-2 sul campo del Sogndal.
Il 10 gennaio 2022 è stato ingaggiato a titolo definitivo dal Tromsø: arrivato a parametro zero, ha firmato un accordo biennale e ha scelto di vestire la maglia numero 14. Ha debuttato in Eliteserien in data 18 aprile, sostituendo Lasse Nilsen nel pareggio per 2-2 in casa dell'Aalesund. Il 26 giugno è arrivata la prima rete nella massima divisione locale, nella sfida pareggiata ancora per 2-2 sul campo del Sandefjord.
Il 27 dicembre 2022, il Tromsø ha reso noto d'aver trovato un accordo per il trasferimento di Kamanzi ai francesi del Tolosa, soggetto al buon esito delle visite mediche di rito. Il 2 gennaio 2023, il club francese ha ufficializzato l'ingaggio di Kamanzi, che ha scelto di vestire la maglia numero 26. Ha esordito in Ligue 1 in data 11 gennaio, subentrando ad Issiaga Sylla nella vittoria per 0-5 in casa dell'Auxerre.

### Nazionale
Kamanzi ha debuttato per la Norvegia under 21 in data 24 settembre 2022, venendo schierato titolare nella vittoria in amichevole contro la Svizzera col punteggio di 2-3, a Marbella.
Il 31 maggio 2023 è stato incluso tra i convocati del commissario tecnico Leif Gunnar Smerud in vista dell'imminente campionato europeo Under-21.

## Statistiche

### Presenze e reti nei club
Statistiche aggiornate al 7 dicembre 2024.
| Stagione       | Club          | Campionato    | Campionato | Campionato | Coppe nazionali | Coppe nazionali | Coppe nazionali | Coppe continentali | Coppe continentali | Coppe continentali | Supercoppe | Supercoppe | Supercoppe | Totale | Totale |
| Stagione       | Club          | Comp          | Pres       | Reti       | Comp            | Pres            | Reti            | Comp               | Pres               | Reti               | Comp       | Pres       | Reti       | Pres   | Reti   |
| -------------- | ------------- | ------------- | ---------- | ---------- | --------------- | --------------- | --------------- | ------------------ | ------------------ | ------------------ | ---------- | ---------- | ---------- | ------ | ------ |
| 2020           | Rosenborg     | ES            | 0          | 0          | -               | -               | -               | UEL                | 1                  | 0                  | -          | -          | -          | 1      | 0      |
| 2021           | Ranheim       | 1D            | 19         | 2          | CN              | 3               | 0               | -                  | -                  | -                  | -          | -          | -          | 22     | 2      |
| 2022           | Tromsø        | ES            | 28         | 4          | CN              | 3               | 1               | -                  | -                  | -                  | -          | -          | -          | 31     | 5      |
| gen.-giu. 2023 | Tolosa        | L1            | 11         | 0          | CF              | 4               | 0               | -                  | -                  | -                  | -          | -          | -          | 15     | 0      |
| 2023-2024      | Tolosa        | L1            | 24         | 0          | CF              | 2               | 0               | UEL                | 6                  | 0                  | SF         | 1          | 0          | 33     | 0      |
| 2024-2025      | Tolosa        | L1            | 13         | 0          | CF              | -               | -               | -                  | -                  | -                  | -          | -          | -          | 13     | 0      |
| Totale Tolosa  | Totale Tolosa | Totale Tolosa | 48         | 0          |                 | 6               | 0               |                    | 6                  | 0                  |            | 1          | 0          | 61     | 0      |
| Totale         | Totale        | Totale        | 95         | 6          |                 | 12              | 1               |                    | 7                  | 0                  |            | 1          | 0          | 115    | 7      |

### Cronologia presenze e reti in nazionale
| Cronologia completa delle presenze e delle reti in nazionale ― Norvegia under 21 | Cronologia completa delle presenze e delle reti in nazionale ― Norvegia under 21 | Cronologia completa delle presenze e delle reti in nazionale ― Norvegia under 21 | Cronologia completa delle presenze e delle reti in nazionale ― Norvegia under 21 | Cronologia completa delle presenze e delle reti in nazionale ― Norvegia under 21 | Cronologia completa delle presenze e delle reti in nazionale ― Norvegia under 21 | Cronologia completa delle presenze e delle reti in nazionale ― Norvegia under 21 | Cronologia completa delle presenze e delle reti in nazionale ― Norvegia under 21 |
| Data                                                                             | Città                                                                            | In casa                                                                          | Risultato                                                                        | Ospiti                                                                           | Competizione                                                                     | Reti                                                                             | Note                                                                             |
| -------------------------------------------------------------------------------- | -------------------------------------------------------------------------------- | -------------------------------------------------------------------------------- | -------------------------------------------------------------------------------- | -------------------------------------------------------------------------------- | -------------------------------------------------------------------------------- | -------------------------------------------------------------------------------- | -------------------------------------------------------------------------------- |
| 24-9-2022                                                                        | Marbella                                                                         | Norvegia under 21                                                                | 3 – 2                                                                            | Svizzera under 21                                                                | Amichevole                                                                       | -                                                                                |                                                                                  |
| 19-11-2022                                                                       | Caen                                                                             | Francia under 21                                                                 | 1 – 1                                                                            | Norvegia under 21                                                                | Amichevole                                                                       | -                                                                                | 46’                                                                              |
| 28-6-2023                                                                        | Cluj-Napoca                                                                      | Italia under 21                                                                  | 0 – 1                                                                            | Norvegia under 21                                                                | Europeo Under-21 2023 - Gironi                                                   | -                                                                                | 46’                                                                              |
| Totale                                                                           |                                                                                  | Presenze                                                                         | 3                                                                                |                                                                                  | Reti                                                                             | 0                                                                                |                                                                                  |

## Palmarès

### Club

#### Competizioni giovanili
- Norgesmesterskapet G19: 1

Rosenborg: 2019

### Competizioni nazionali
- Coppa di Francia: 1

Tolosa: 2022-2023